# 新荣水库
新荣水库是中国福建省漳州市平和县大溪镇境内的一座水库，位于诏安东溪上，建于1981年。水库正常库容为789万立方米，集雨面积为7平方千米，海拔为132米。